# Wołodymyr Diudia
Wołodymyr Jurijowycz Diudia (ukr. Володимир Юрійович Дюдя, ur. 6 stycznia 1983 w Białej Cerkwi) – ukraiński kolarz torowy i szosowy, brązowy medalista torowych mistrzostw świata.

## Kariera
Pierwszy sukces w karierze Wołodymyr Diudia osiągnął w 2000 roku, kiedy zdobył tytuł mistrza świata juniorów w indywidualnym wyścigu na dochodzenie. W latach 2002–2004 zdobył sześć złotych medali mistrzostw Europy U-23. Największy sukces w kategorii elite osiągnął na mistrzostwach świata w Bordeaux w 2006 roku, gdzie wspólnie z Maksymem Poliszczukiem, Romanem Kononenko i Lubomyrem Połatajko zdobył brązowy medal w drużynowym wyścigu na dochodzenie. W 2004 roku brał udział w igrzyskach olimpijskich w Atenach, zajmując siódme miejsce indywidualnie i szóste drużynowo. Cztery lata później, podczas igrzysk olimpijskich w Pekinie Diudia zajął odpowiednio piątą i dziewiątą pozycję.